# Gran Premi de Portugal del 1995
Resultats del Gran Premi de Portugal de Fórmula 1 de la temporada 1995, disputat al circuit d'Estoril el 24 de setembre del 1995.

## Resultats
| Posició | Número | Pilot                    | Equip                 | Voltes | Temps/ retirada  | Posició de sortida | Punts |
| ------- | ------ | ------------------------ | --------------------- | ------ | ---------------- | ------------------ | ----- |
| 1       | 6      | David Coulthard          | Williams - Renault    | 71     | 1h 49' 52. 1     | 1                  | 10    |
| 2       | 1      | Michael Schumacher       | Benetton - Renault    | 71     | + 7.248 s        | 3                  | 6     |
| 3       | 5      | Damon Hill               | Williams - Renault    | 71     | + 22.121 s       | 2                  | 4     |
| 4       | 28     | Gerhard Berger           | Ferrari               | 71     | + 1' 24.879 min. | 4                  | 3     |
| 5       | 27     | Jean Alesi               | Ferrari               | 71     | + 1' 25.429 min. | 7                  | 2     |
| 6       | 30     | Heinz-Harald Frentzen    | Sauber - Ford         | 70     | + 1 Volta        | 5                  | 1     |
| 7       | 2      | Johnny Herbert           | Benetton - Renault    | 70     | + 1 Volta        | 6                  |       |
| 8       | 25     | Martin Brundle           | Prost - Mugen - Honda | 70     | + 1 Volta        | 9                  |       |
| 9       | 7      | Mark Blundell            | McLaren - Mercedes    | 70     | + 1 Volta        | 12                 |       |
| 10      | 15     | Eddie Irvine             | Jordan - Peugeot      | 70     | + 1 Volta        | 10                 |       |
| 11      | 14     | Rubens Barrichello       | Jordan - Peugeot      | 70     | + 1 Volta        | 8                  |       |
| 12      | 29     | Jean-Christophe Boullion | Sauber - Ford         | 70     | + 1 Volta        | 14                 |       |
| 13      | 4      | Mika Salo                | Tyrrell - Yamaha      | 69     | + 2 Voltes       | 15                 |       |
| 14      | 24     | Luca Badoer              | Minardi - Ford        | 68     | + 3 Voltes       | 18                 |       |
| 15      | 10     | Taki Inoue               | Footwork - Hart       | 68     | + 3 Voltes       | 19                 |       |
| 16      | 21     | Pedro Diniz              | Forti F1 - Ford       | 66     | + 5 Voltes       | 22                 |       |
| 17      | 22     | Roberto Moreno           | Forti F1 - Ford       | 64     | + 7 Voltes       | 23                 |       |
| Ret     | 17     | Andrea Montermini        | Pacific - Ilmor       | 53     | Caixa canvi      | 21                 |       |
| Ret     | 8      | Mika Häkkinen            | McLaren - Mercedes    | 44     | Motor            | 13                 |       |
| Ret     | 16     | Jean-Denis Deletraz      | Pacific - Ilmor       | 14     | Problemes físics | 24                 |       |
| Ret     | 26     | Olivier Panis            | Prost - Mugen - Honda | 10     | Accident         | 11                 |       |
| Ret     | 23     | Pedro Lamy               | Minardi - Ford        | 7      | Caixa de canvis  | 17                 |       |
| Ret     | 3      | Ukyo Katayama            | Tyrrell - Yamaha      | 0      | Col·lisió        | 16                 |       |
| Ret     | 9      | Massimiliano Papis       | Footwork - Hart       | 0      | Caixa de canvis  | 20                 |       |

## Altres
- Pole: David Coulthard 1' 20. 537
- Volta ràpida: David Coulthard 1' 23. 220 (a la volta 2)